# Ludvince
Ludvince (horvátul: Ludvinci, szerbül: Лудвинци) falu Horvátországban, Vukovár-Szerém megyében. Közigazgatásilag Terpenyéhez tartozik.

## Fekvése
Vukovártól légvonalban 14, közúton 21 km-re északnyugatra, községközpontjától légvonalban 6, közúton 9 km-re délnyugatra, a Nyugat-Szerémségben, a Szlavóniai-síkság keleti részén, az Eszékről Vukovárra menő úttól nyugatra fekszik.

## Története
A település Ludvince-puszta néven a 19. század közepén mezőgazdasági majorként keletkezett az Eltz család birtokán, a vukovári uradalom területén. 1857-ben 4, 1910-ben 71 lakosa volt. Szerém vármegye Vukovári járásához tartozott. Az 1910-es népszámlálás adatai szerint lakosságának 51%-a magyar, 25%-a német, 17%-a szerb, 6%-a horvát, 1%-a ruszin anyanyelvű volt. A település az első világháború után az új szerb-horvát-szlovén állam, majd később (1929-ben) Jugoszlávia része lett. Az 1920-as években az agrárreform idején főként szerb családok települtek be a faluba. A kisebbségbe került magyar és német lakosság fokozatosan elvándorolt. A megmaradtak a második világháború idején menekültek el. 1946-ban az ország más részeiről szállítottak ide elszegényedett szerb és horvát családokat. 1991-ben lakosságának 78%-a szerb, 13%-a jugoszláv, 8%-a horvát nemzetiségű volt. 1991-től a független Horvátország része. A településnek 2011-ben 109 lakosa volt.

## Népessége
| Lakosság változása | Lakosság változása | Lakosság változása | Lakosság változása | Lakosság változása | Lakosság változása | Lakosság változása | Lakosság változása | Lakosság változása | Lakosság változása | Lakosság változása | Lakosság változása | Lakosság változása | Lakosság változása | Lakosság változása | Lakosság változása |
| ------------------ | ------------------ | ------------------ | ------------------ | ------------------ | ------------------ | ------------------ | ------------------ | ------------------ | ------------------ | ------------------ | ------------------ | ------------------ | ------------------ | ------------------ | ------------------ |
| 1857               | 1869               | 1880               | 1890               | 1900               | 1910               | 1921               | 1931               | 1948               | 1953               | 1961               | 1971               | 1981               | 1991               | 2001               | 2011               |
| 4                  | 26                 | 52                 | 85                 | 37                 | 71                 | 62                 | 138                | 191                | 201                | 188                | 170                | 159                | 157                | 133                | 109                |

(1948-ig településrészként, 1953-tól önálló településként.)

## Gazdaság
A településen hagyományosan a mezőgazdaság és az állattartás képezi a megélhetés alapját.

## Oktatás
A településen a bobotai általános iskola négyosztályos területi iskolája működik.

## Sport
Az NK Hajduk Ludvinci labdarúgóklub a 20. században működött.

## Egyesületek
LD Ludvinci vadásztársaság